# Place de Cincinnati
Pour les articles homonymes, voir Cincinnati.
La place de Cincinnati est une place de la commune française de Nancy, dans le département de Meurthe-et-Moselle, en région Lorraine.

## Situation et accès
La place de Cincinnati est placée à l'est du ban communal de Nancy et appartient administrativement au quartier Stanislas - Meurthe, à proximité du Kinépolis.

## Origine du nom
La voie est nommée d'après la ville américaine éponyme, cité de l'Ohio jumelée avec Nancy depuis 1991.

## Historique
En 2013, pour célébrer le vingt-deuxième anniversaire du jumelage, la ville de Nancy inaugure une voie au nom de la localité américaine. Le projet fut supervisé par Alexandre Chemetoff. La Fondation des Parcs et Jardins de la ville de Cincinnati a consenti à une donation financière pour l’aménagement du site.